# Diócesis de Caetité
La diócesis de Caetité (en latín: Dioecesis Caëtitensis y en portugués: Diocese de Caetité) es una circunscripción eclesiástica de la Iglesia católica en Brasil. Se trata de una diócesis latina, sufragánea de la arquidiócesis de Vitória da Conquista. Desde el 26 de octubre de 2016 su obispo es José Roberto Silva Carvalho.

## Territorio y organización
La diócesis tiene 41 980 km² y extiende su jurisdicción sobre los fieles católicos de rito latino residentes en 35 municipios del estado de Bahía: Caetité, Aracatu, Boquira, Botuporã, Brumado, Caculé, Candiba, Caraíbas, Caturama, Condeúba, Cordeiros, Guajeru, Guanambi, Ibiassucê, Igaporã, Iuiú, Jacaraci, Lagoa Real, Licínio de Almeida, Macaúbas, Maetinga, Malhada, Malhada de Pedras, Matina, Mortugaba, Palmas de Monte Alto, Pindaí, Piripá, Presidente Jânio Quadros, Riacho de Santana, Rio do Antônio, Sebastião Laranjeiras, Tanque Novo, Tremedal y Urandi.
La sede de la diócesis se encuentra en la ciudad de Caetité, en donde se halla la Catedral de Santa Ana.
En 2021 en la diócesis existían 38 parroquias. 

## Historia
La diócesis fue erigida el 20 de octubre de 1913 con la bula Maius animarum bonum del papa Pío X, obteniendo el territorio de la arquidiócesis de San Salvador de Bahía, de la que originalmente era sufragánea.
El 14 de noviembre de 1959 cedió una parte de su territorio para la erección de la diócesis de Ruy Barbosa mediante la bula Mater Ecclesia del papa Juan XXIII.
El 22 de julio de 1962 cedió una parte de su territorio para la erección de la diócesis de Bom Jesus da Lapa mediante la bula Christi Ecclesia del papa Juan XXIII.
El 27 de febrero de 1967 cedió otra parte de su territorio para la erección de la diócesis de Livramento de Nossa Senhora mediante la bula Qui divina liberalitate del papa Pablo VI.
El 16 de enero de 2002 pasó a formar parte de la provincia eclesiástica de la arquidiócesis de Vitória da Conquista.

## Estadísticas
Según el Anuario Pontificio 2022 la diócesis tenía a fines de 2021 un total de 635 425 fieles bautizados.
| Año                                                                             | Población            | Población | Población      | Sacerdotes | Sacerdotes    | Sacerdotes    | Bautizados por sacerdote | Diáconos permanentes | Religiosos | Religiosos | Parroquias |
| Año                                                                             | Bautizados católicos | Total     | % de católicos | Total      | Clero secular | Clero regular | Bautizados por sacerdote | Diáconos permanentes | Varones    | Mujeres    | Parroquias |
| ------------------------------------------------------------------------------- | -------------------- | --------- | -------------- | ---------- | ------------- | ------------- | ------------------------ | -------------------- | ---------- | ---------- | ---------- |
| 1950                                                                            | ?                    | 443 762   | ?              | 20         | 20            |               | ?                        |                      |            | 3          | 23         |
| 1959                                                                            | 500 000              | 600 000   | 83.3           | 17         | 17            |               | 29 411                   |                      |            | 4          | 24         |
| 1965                                                                            | 800 000              | 820 000   | 97.6           | 20         | 20            |               | 40 000                   |                      |            | 5          | 46         |
| 1970                                                                            | 480 000              | 500 000   | 96.0           | ?          | ?             |               | ?                        |                      |            | ?          | 27         |
| 1976                                                                            | 495 000              | 500 000   | 99.0           | 15         | 15            |               | 33 000                   |                      |            | 15         | 27         |
| 1980                                                                            | 540 000              | 550 000   | 98.2           | 16         | 14            | 2             | 33 750                   |                      | 2          | 14         | 27         |
| 1990                                                                            | 573 000              | 600 000   | 95.5           | 21         | 18            | 3             | 27 285                   |                      | 3          | 34         | 28         |
| 1999                                                                            | 640 000              | 700 000   | 91.4           | 21         | 16            | 5             | 30 476                   |                      | 5          | 40         | 30         |
| 2000                                                                            | 630 000              | 700 000   | 90.0           | 25         | 19            | 6             | 25 200                   |                      | 6          | 42         | 31         |
| 2001                                                                            | 637 000              | 708 000   | 90.0           | 31         | 23            | 8             | 20 548                   |                      | 8          | 42         | 32         |
| 2002                                                                            | 560 000              | 700 000   | 80.0           | 23         | 15            | 8             | 24 347                   |                      | 8          | 42         | 33         |
| 2003                                                                            | 630 000              | 700 000   | 90.0           | 26         | 19            | 7             | 24 230                   |                      | 7          | 42         | 33         |
| 2004                                                                            | 618 351              | 678 221   | 91.2           | 35         | 28            | 7             | 17 667                   |                      | 8          | 48         | 45         |
| 2006                                                                            | 618 351              | 678 221   | 91.2           | 35         | 30            | 5             | 17 667                   |                      | 5          | 46         | 33         |
| 2012                                                                            | 660 000              | 723 000   | 91.3           | 38         | 30            | 8             | 17 368                   |                      | 8          | 32         | 33         |
| 2013                                                                            | 665 000              | 729 000   | 91.2           | 38         | 31            | 7             | 17 500                   |                      | 9          | 34         | 33         |
| 2016                                                                            | 656 000              | 718 855   | 91.3           | 36         | 29            | 7             | 18 222                   |                      | 7          | 24         | 33         |
| 2019                                                                            | 654 529              | 736 220   | 88.9           | 40         | 33            | 7             | 16 363                   |                      | 8          | 21         | 38         |
| 2021                                                                            | 635 425              | 788 651   | 80.6           | 46         | 37            | 9             | 13 813                   |                      | 23         | 14         | 38         |
| Fuente: Catholic-Hierarchy, que a su vez toma los datos del Anuario Pontificio. |                      |           |                |            |               |               |                          |                      |            |            |            |

Población del Caetité 92.127 Total 2010:
Urbana:67.313
Rural:21.717
Mujeres:35.617
Hombres:35.201

## Episcopologio
- Manoel Raymundo de Mello † (18 de agosto de 1914-30 de julio de 1923 renunció[nota 1])
  - Sede vacante (1923-1926)
- Juvéncio de Brito † (23 de diciembre de 1926-15 de diciembre de 1945 nombrado obispo de Garanhuns)
  - Sede vacante (1945-1948)
- José Terceiro de Sousa † (13 de febrero de 1948-9 de diciembre de 1955 nombrado obispo auxiliar de San Salvador de Bahía[nota 2])
- José Pedro de Araújo Costa † (25 de mayo de 1957-28 de diciembre de 1968 nombrado arzobispo coadjutor de Uberaba[nota 3])
- Silvério Jarbas Paulo de Albuquerque, O.F.M. † (17 de marzo de 1970-18 de enero de 1973 nombrado obispo de Feira de Santana)
- Eliseu Maria Gomes de Oliveira, O.Carm. † (5 de febrero de 1974-24 de septiembre de 1980 nombrado obispo de Itabuna)
- Antônio Alberto Guimarães Rezende, C.S.S. † (9 de noviembre de 1981-13 de noviembre de 2002 retirado)
- Guerrino Riccardo Brusati (13 de noviembre de 2002-27 de mayo de 2015 nombrado obispo de Janaúba)
- José Roberto Silva Carvalho, desde el 26 de octubre de 2016